# Sarāb-e Sorkh
Sarāb-e Sorkh (persiska: سَراب سورِه, سَراب سُرخِه, سَرَب سورَ, سَرابِ سُرخِه, سراب سرخ, Sarāb-e-Sūreh) är en ort i Iran.   Den ligger i provinsen Kurdistan, i den nordvästra delen av landet, 400 km väster om huvudstaden Teheran. Sarāb-e Sorkh ligger 1 975 meter över havet och antalet invånare är 266.
Terrängen runt Sarāb-e Sorkh är platt åt sydost, men åt nordväst är den kuperad.Runt Sarāb-e Sorkh är det ganska tätbefolkat, med 58 invånare per kvadratkilometer. Närmaste större samhälle är Mīrakī, 11,9 km söder om Sarāb-e Sorkh. Trakten runt Sarāb-e Sorkh består i huvudsak av gräsmarker.